# 辽宁省人民代表大会
辽宁省人民代表大会（简称辽宁省人大）是中华人民共和国辽宁省地方国家权力机关，也是辽宁省最高立法机关。在辽宁省人民代表大会闭会期间，常设机关常务委员会代为行使其大部分职权。

## 历史沿革
1949年10月中华人民共和国成立后，辽东、辽西两省及沈阳等直辖市陆续召开各界人民代表会议。
1954年6月，中央人民政府委员会作出《中央人民政府关于撤销大区一级行政机构和合并若干省、市建制的决定》，决定撤销辽东、辽西两省建制，合并成立辽宁省，并将原中央直辖的沈阳、旅大（大连）、鞍山、抚顺、本溪五市并入辽宁省建制，改为省辖市。
1954年8月，辽宁省第一届人民代表大会第一次会议召开，标志着辽宁省地方国家权力机关的正式成立。当时，人民代表大会未设置常设机关，在休会期间，由人民委员会行使这些职权。
1966年至1977年的文化大革命时期，辽宁省人民代表大会停止运作，其职权被辽宁省革命委员会取代。1977年底，辽宁省第五届人民代表大会第一次会议召开，正式恢复人民代表大会活动。1980年1月21日至29日，辽宁省第五届人民代表大会第二次会议召开，选举产生常务委员会。

## 主要职权
- 地方立法权
- 监督权
- 选举任免权
- 重大事项决定权

## 组织机构
辽宁省人民代表大会的组织系统由主席团、各专门委员会和常务委员会组成。主席团执行主席主持省人大会议和主席团会议。

### 主席团
辽宁省人大会议举行前，召开预备会议，选举主席若干人组成主席团，主持会议工作。主席团成员互推若干人为常务主席，主持会议日常事务。省人民代表大会设秘书长一人，副秘书长若干人。秘书长由主席团提名，大会通过。副秘书长由主席团决定。秘书长领导秘书处工作，负责会议事务。
主席团可以召开大会全体会议进行大会发言，就议案和有关报告发表意见。

### 专门委员会
专门委员会受辽宁省人民代表大会领导；在大会闭会期间，受辽宁省人民代表大会常务委员会领导。各专门委员会在省人民代表大会和省人大常委会领导下，研究、审议和拟定有关议案；对属于省人民代表大会和省人大常委会职权范围内同本委员会有关的问题，进行调查研究，提出建议。
辽宁省第十三届人民代表大会设有以下专门委员会：
| 辽宁省第十三届人民代表大会专门委员会 | 辽宁省第十三届人民代表大会专门委员会 | 辽宁省第十三届人民代表大会专门委员会 |
| 专门委员会名称                       | 主任委员                             | 人数                                 |
| ------------------------------------ | ------------------------------------ | ------------------------------------ |
| 法制委员会                           | 方世奎                               | 15人                                 |
| 监察和司法委员会                     | 马方                                 | 14人                                 |
| 财政经济委员会                       | 范国增                               | 12人                                 |
| 农业与农村委员会                     | 于本洋                               | 13人                                 |
| 教育科学文化卫生委员会               | 戴茂林                               | 15人                                 |
| 民族侨务外事委员会                   | 邢恩先                               | 12人                                 |
| 环境资源城乡建设委员会               | 徐力达                               | 14人                                 |
| 人事选举委员会                       | 蒋斌                                 | 9人                                  |
| 社会建设委员会                       | 何焕秋                               | 12人                                 |

### 常务委员会
辽宁省人民代表大会常务委员会是辽宁省人民代表大会的常设机关，对辽宁省人民代表大会负责并报告工作，每两个月至少召开一次会议。

### 代表团
辽宁省人民代表大会代表按照选举单位组成代表团。各代表团分别推选代表团团长、副团长。团长召集并主持代表团全体会议，副团长协助团长工作。代表团可以分设若干代表小组。代表小组会议推选小组召集人。
辽宁省下辖各地级市都设立有代表团，另有解放军、武警驻辽部队代表团。
辽宁省第十三届人民代表大会共有15个代表团，共计610人（2018年1月）：
- 沈阳代表团（103人）
- 大连代表团（73人）
- 鞍山代表团（47人）
- 抚顺代表团（38人）
- 本溪代表团（28人）
- 丹东代表团（34人）
- 锦州代表团（41人）
- 营口代表团（32人）
- 阜新代表团（27人）
- 辽阳代表团（27人）
- 铁岭代表团（37人）
- 朝阳代表团（40人）
- 盘锦代表团（24人）
- 葫芦岛代表团（34人）
- 辽宁驻军代表团（25人）

## 会议
辽宁省人民代表大会的运作主要依照《中华人民共和国宪法》、《中华人民共和国地方各级人民代表大会和地方各级人民政府组织法》、《中华人民共和国全国人民代表大会和地方各级人民代表大会选举法》等法律规定。同时，辽宁省人民代表大会结合实践经验，在上述法律基础上制定有《辽宁省人民代表大会议事规则》（1990年3月11日辽宁省第七届人民代表大会第三次会议通过；1999年2月7日辽宁省第九届人民代表大会第二次会议修正）。
辽宁省人民代表大会会议每年至少举行一次。经过五分之一以上代表提议，可以临时召集本级人民代表大会会议。省人民代表大会会议必须在有三分之二以上的代表出席时，方能举行。
会议议程主要包括：听取和审查辽宁省人民政府、辽宁省人大常委会、辽宁省高级人民法院、辽宁省人民检察院工作报告；审查和批准辽宁省年度发展计划；审查和批准辽宁省去年预算执行情况和今年度预算草案；审议各项决议草案；选举等。
会议日程主要包括：代表团全体会议、大会预备会议、若干次全体会议、小组会议、闭幕会（宪法宣誓仪式）等。
预备会议的主要任务为选举主席团，决定秘书长等成员名单及议程。时间一般为半天。